# Barthélemy Boyer
Pour les articles homonymes, voir abbé Boyer et Boyer.
L'abbé Barthélemy Boyer est un prêtre catholique français né le 14 octobre 1757 à Marseille et mort le 26 novembre 1833 à Bayonne.

## Biographie
D'une famille originaire du Languedoc et fixée à Marseille, Barthélemy Jacques Canat Boyer est le fils ainé du négociant Jean Jacques Joseph Boyer et de Magdeleine Amphoux. 
Son frère, Benoît-Marie Boyer (1764-1830), également prêtre et bibliophile, sera chapelain de l'Ordre de Saint-Jean de Jérusalem, prieur de Sainte-Barbe à Toulouse et aumônier personnel du Grand-maître Emmanuel de Rohan-Polduc, membre de l'Académie de Marseille,.
Son autre frère, Honoré Boyer (1766-1844), négociant et armateur à Marseille, marié à Claire Ferrandy (nièce de amiral de Vence), est le grand-père de Vincent Seux.
Après avoir suivi avec distinction ses études à Paris, notamment au séminaire Saint-Sulpice, docteur en Sorbonne, il est ordonné prêtre, avec dispense d'âge, pour être directeur et maître des conférences en théologie au séminaire de Saint-Nicolas-du-Chardonnet, alors séminaire diocésain de Paris.
Son oncle, l'abbé Barthélemy Boyer (1712-1775), chanoine et grand vicaire du diocèse de Mirepoix, obtient qu'il soit attaché auprès de Mgr de Brienne, archevêque de Toulouse. Celui-ci lui fait accorder des pensions sur plusieurs abbayes et le désigne pour succéder à l'abbé de Vakmalle en tant que chanoine et vicaire général. 
Repoussant rapidement les salons parisiens ou du château de Brienne, dans lesquelles il se distinguait, il obtient d'être nommé grand vicaire auprès de Mgr de Villoutreix de Faye, parent de Brienne, qui venait d'être nommé au diocèse d'Oloron. Tout en restant à la disposition de Brienne, l'abbé Boyer devient l'homme de confiance de Villoutreix de Faye. Le chapitre de la cathédrale l'accueille en son sein en tant que chanoine. Mgr de Faye lui confiant la haute direction des études du petit séminaire qu'il a ouvert, Boyer en élabore les programmes et compose un ensemble de traités classiques, qu'il publie sous le titre de Cours d'études du collège d'Oloron en 1787.
Au moment de la Révolution, l'abbé Boyer convainc Mgr de Villoutreix de Faye de rompre avec le cardinal de Brienne, qui avait prêté serment à la constitution civile du clergé en 1790. L'abbé Boyer dirige l'opposition contre l'évêque constitutionnel d'Oloron, Barthélemy-Jean-Baptiste Sanadon, dont la nomination est jugée comme schismatique, lançant à son encontre une sentence d'excommunication et lui faisant une guerre d'épigraphes, de bons mots et de chansons visant à le ridiculiser.
Boyer, rejetant la constitution civile, émigre en Espagne en 1792, où il trouve refuge au palais épiscopal de Cordoue, bénéficiant de l'amitié et la protection de l'évêque Antonio Caballero y Góngora. Il y retrouve un autre prêtre français, l'abbé Guillaume-Valentin Dubourg.
Rentré en France, il se retire chez sa sœur, Mme Pérès, à Auterive, du côté de l'Arière et de la frontière espagnole. Sans accorder une grande estime au pouvoir impérial, il accepte les fonctions d'inspecteur de l'Université.
En 1812, il est nommé vicaire général du diocèse de Bayonne, auprès de Mgr Loison. Après le décès de l'évêque, son successeur, Mgr Paul-Thérèse-David d'Astros le maintient en poste. Il meurt doyen des grands vicaires en France.

## Publications
- Cours d'études du collège d'Oloron (1787)

### Sources
- Notice biographique sur feu M. Barthélemy Boyer, grand vicaire du diocèse de Bayonne, suivie d'un discours prononcé sur la tombe de M. Benoît-Marie Boyer, membre de l'Académie de Marseille, etc, Bordeaux, 1833
- François Pérennès, Dictionnaire de biographie chrétienne, 1851
- Nouvelle encyclopédie théologique, Volume 1, J.P. Migne, 1851
- Jacques-Olivier Boudon, Les élites religieuses à l'époque de Napoléon: dictionnaire des évêques et vicaires généraux du premier empire, Nouveau monde, 2002
- François-Xavier de Feller, Biographie universelle, volume 2, Gaume, 1850